# Ciorbă
Ciorbă (ˈt͡ʃorbə, del terme turc çorba), és la denominació habitual en romanès per a descriure les sopes agres, que poden ser preparades amb diversos tipus de verdures i carn. La major part dels romanesos distingeixen entre «supă» (sopa) i «ciorbă» pel fet que la supă no té cap àcid afegit i normalment és més clara (amb l'excepció de la «supă cu găluşti»), mentre que la ciorbă pot contenir una gran quantitat d'ingredients que la fan agra, normalment llimona, borș (blat fermentat) o «zeamă de varză acră» (suc de sauerkraut). L'api bord hi és també una addició habitual.

## Tipus de ciorbă
- ciorbă de burtă (de tripes), que té com a variant la ciorbă de ciocănele (de peus de porc), similar en preparació.
- ciorbă de perișoare (de mandonguilles)
- ciorbă de legume (de llegums)
- ciorbă de ştevie (d'agrella)
- ciorbă de vită (de carn de bou), que també es pot conèixer com a ciorbă de vacuță (de vedella).
- ciorbă de pui (de pollastre)
- ciorbă de conopidă (de coliflor)
- ciorbă de potroace (de menuts i freixura d'aus)
- ciorbă de dovleac (de carabassa)